# Babs Schutte
Babs Schutte (Leiden, 1999) is een Nederlandse zangeres, producer en rapper. Ze schrijft en produceert haar eigen Nederlandstalige nummers en behandelt hierin taboes, genderdiversiteit en stereotypering.
Na het VWO aan het Visser 't Hooft Lyceum in Leiden vertrok ze in 2017, voor een tussenjaar, naar het Engelse Chichester en leerde daar over muziekproductie. Vanaf september 2018 volgde ze de 4-jarige bachelor MediaMusic, een opleiding tot muziekproducer, songwriter en composer, aan het ArtEZ Conservatorium in Enschede.
Het Burgerweeshuis te Deventer gaf aan Babs in 2021 een Burger Beurs, een initiatief om de carrière van veelbelovende artiesten uit Overijssel een boost te geven. In 2022 werd ze genomineerd voor de Popprijs Overijssel, maar ze won deze pas in 2023.
Schutte heeft gespeeld op diverse festivals, zoals Zwarte Cross, Rotterdam Pride, Oerol en Lowlands. In 2022 schreef en zong ze samen met Alain Clark het duet In Beweging, in opdracht van de NS. Begin 2023 verscheen de single Altijd Tijd, in samenwerking met Willie Wartaal. Op 24 november 2023 bracht ze de single Ze waait weg uit, waarin ze haar Surinaamse achtergrond bespreekt. 10 mei 2024 start haar eerste clubtour langs Nederlandse poppodia.
In 2024 was ze een van de kandidaten in het 24e seizoen van Wie is de Mol? Ze viel als eerste af, maar keerde in aflevering 5 weer terug. In aflevering 7 viel ze definitief af.